# Gonocarpus paniculatus
Gonocarpus paniculatus är en slingeväxtart som först beskrevs av Robert Brown och George Bentham, och fick sitt nu gällande namn av Anthony Edward Orchard. Gonocarpus paniculatus ingår i släktet Gonocarpus och familjen slingeväxter. Inga underarter finns listade i Catalogue of Life.